# سیارک ۱۸۹

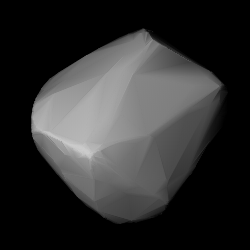
مدل سه‌بُعدی سیارک۱۸۹ بر اساس منحنی نور آن

سیارک ۱۸۹ (به انگلیسی: 189 Phthia) صد و هشتاد و نهمین سیارک کشف شده‌است که در ۹ سپتامبر ۱۸۷۸ کشف شد.
قدر مطلق سیارک برابر ۹٫۳۳ است.